# Master of Disguise (Savage Grace)
Master of Disguise è il primo album in studio del gruppo musicale statunitense heavy metal Savage Grace, pubblicato nel 1985 dall'etichetta discografica Black Dragon Records.

| Recensione          | Giudizio |
| ------------------- | -------- |
| Metal Forces        | [ 1 ]    |
| Rock Hard (tedesco) | [ 2 ]    |

## Il disco
Il disco uscì ad un anno di distanza dell'EP The Dominatress e vide l'ingresso di un nuovo cantante e di un nuovo chitarrista.
L'album presenta delle sonorità speed metal e in alcuni casi si avvicinano al thrash. Nonostante l'elevata velocità delle ritmiche, le composizioni sono anche caratterizzate da riff ed assoli melodici, entrambi elementi tipici dell'US power metal di quegli anni. Il cantato è sempre incentrato su un timbro piuttosto roco, salvo sfociare in alcuni acuti.
La versione in CD uscì nel 1995 con l'aggiunta del precedente EP. Nel 2010 la Limb Music pubblicò una ristampa contenente altre quattro tracce bonus provenienti dai demo.

## Tracce
Testi e musiche di Christian Logue eccetto dove indicato.
1. Lions Roar – 1:02 (musica: Brian East) – (strumentale)
2. Bound to Be Free – 4:25
3. Fear My Way – 4:22
4. Sins of the Damned – 4:19
5. Into the Fire – 3:29
6. Master of Disguise – 4:02
7. Betrayer – 4:56
8. Sons of Iniquity – 4:40
9. No One Left to Blame – 4:11

Bonus tracks CD
The Dominatress (EP)
1. Fight for Your Life – 4:33
2. Curse the Night – 5:36
3. The Dominatress – 4:23
4. Live to Burn – 3:38
5. Too Young to Die – 5:11

Bonus tracks CD (2010)
Demo
1. Scepters of Deceit – 3:41 – (1982)
2. Curse the Night – 5:39 – (1982)
3. Genghis Khan – 3:19 (Brian East) – (1982)
4. No One Left to Blame – 4:13 – (1984)

## Formazione
- Chris Logue – chitarra
- Brian East – basso
- Dan Finch – batteria

Album
- Mike Smith – voce
- Mark Marshall – chitarra

EP
- Mike Smith – voce
- Kenny Powell – chitarra

Demo
- Dwight Cliff – voce